# Джам'ян Донйо Г'ялцен
Джам'ян Донйо Г'ялцен (тиб. འཇམ་དབྱངས་དོན་ཡོད་རྒྱལ་མཚན; 1310– 1344) — 13-й сак'я-трицзін (настоятель-правитель) школи Сак'я і 3-й данса-ченпо Тибету у 1342—1344 роках.

## Життєпис
Походив з аристократичного роду Чжамьянгон з клану Кхен. Син Санпопала, сак'я-трицзін (настоятеля) школи Сак'я і данса-ченпо (старшого теократичного очільника) Тибету, та Мачіг Шонну Бум. Здобув класичну освіту школи Сак'я з тибетського буддизму. 1323 року при поділі батьківських володінь отримав ладран Рінченан та титул данса (настоятель-правитель).
З кінця 1320-х років з огляду на послаблення влади зведеного брата Джам'яна — данса-ченпо Хацуна Намхе Лекпи Г'ялцена — став виявляти все більш амбітні політичнінаміри. Водночас посилилася влада 4 тимпонів (темніків), що почали протистояння між собою.
1341 року виступив проти брата завдав тому поразки, а 1342 року змусив зректися влади данса-ченпо, яку сам Джам'ян Донйо Г'ялцен. Це визнав юаньський імператор Тоґон-Темур, оскільки вже не міг втручатися в справи Тибету через боротьбу в середині Китаю. Джам'ян Донйо Г'ялцен отримав китайський титул тайюань-гоші.
У 1343 році почалося повстання тимпона Чанчуби Г'ялцена.Також проти данса-ченпо виступили його зведені брати. Вплив і влада Сак'я ще більше руйнувалася. Помер 1344 року. Йому спадкував брат Дампа Сонам Г'ялцен.